# 숀 호어
숀 호어(Sean Hoare, 1963년경 ~ 2011년 7월 17일경)는 영국의 언론인이다. 뉴스 인터내셔널 전화 해킹 스캔들의 첫번째 고발자로 잘 알려져 있다.

## 내력
호어는 뉴스 오브 더 월드에서 평생 일했다. 2010년 전 편집장 앤디 콜슨로부터 음성 전화 도청을 명령받았다고 뉴욕 타임스에 폭로했다. 2011년 뉴스 오브 더 월드가 도청에 의해 이루어진다는 사실을 전면 폭로한다. 그 후, 코와 다리를 부상하는 사고를 당한다. 7월 18일, 하트퍼드셔 왓퍼드의 자택에서 사망했다. 경찰은 사망 원인을 발견하지 못하였으며 타살이 아니라고 공식적으로 발표했다.

## 같이 보기
- 뉴스 인터내셔널 전화 해킹 스캔들